# Alexander Dolgun
Alexander Dolgun (29 septembre 1926 – 28 août 1986) était un citoyen américain qui survécut au Goulag. Il fit le récit de ses épreuves en 1975, après avoir été autorisé à quitter l'Union soviétique et à retourner vivre aux États-Unis.

## Biographie
Alexander Dolgun naquit le 29 septembre 1926 dans le quartier du Bronx, à New York. Il était le fils de Michael Dolgun, un immigré polonais, et de son épouse, Annie Dolgun. En 1933, Michael se rendit en Union soviétique pour travailler pendant une année à l'Usine d'automobiles de Moscou comme technicien. Au bout d'un an, Michael consentit à prolonger son séjour d'une année supplémentaire à la condition que l'Union soviétique paye pour faire venir sa famille. Toutefois, à la fin du second contrat d'un an, les autorités soviétiques lui interdirent de quitter le pays et sa famille fut prise au piège. Alexander Dolgun et sa sœur aînée, Stella, grandirent à Moscou pendant les Grandes Purges des années 1930 et pendant la Seconde Guerre mondiale. À partir de 1943, âgé de 16 ans, Alexandre occupa un emploi à l'ambassade des États-Unis à Moscou.
À la fin de 1948, Dolgun occupait un emploi de bureau à l'ambassade. Au cours d'une pause déjeuner, il fut soudainement arrêté et placé en garde à vue par la sûreté de l'État soviétique, le MGB. Dolgun fut interné dans les tristement célèbres prisons Loubianka et Lefortovo, à Moscou, et accusé d'espionnage contre l'Union soviétique. Il subit pendant une année des privations de sommeil et de nourriture, ainsi que de brutales tortures psychologiques et physiques visant à le faire « avouer » à son interrogateur, le colonel Sidorov. Après avoir résisté à ces épreuves avec un certain succès, Dolgun fut transféré à Soukhanovka, un ancien monastère transformé en prison. Il survécut encore à plusieurs mois de tortures et fut l'un des rares détenus de cette prison à avoir conservé intacte sa santé mentale.
Dolgun quitta cette prison pour se voir condamné à 25 ans de Goulag. Envoyé à Jezkazgan, au Kazakhstan, il travailla pendant plusieurs mois avant d'être rappelé à Moscou sur l'ordre du général Mikhaïl Rioumine, no 2 de la Sécurité d'État soviétique et organisateur du complot des blouses blanches. Rioumine avait l'intention d'utiliser Dolgun comme une marionnette dans un procès-spectacle, et il procéda personnellement à la torture physique de Dolgun jusqu'à ce qu'il avoue avoir comploté et conspiré contre l'Union soviétique. Dolgun résista à ses tortures pendant plusieurs mois, jusqu'à ce que les changements politiques en Union soviétique rendent le procès prévu sans objet. Dolgun fut alors renvoyé à Jezkazgan, où il fut détenu jusqu'en 1956. Il se trouvait dans un camp proche de celui de Kengir et évoque le soulèvement de Kengir dans son autobiographie.
Après sa sortie de prison, Dolgun retourna à Moscou. Suivant les conditions de sa libération, il ne fut pas autorisé à prendre contact avec les autorités américaines. Dolgun découvrit alors que sa mère et son père avait été torturés pour tenter de les impliquer, ce qui affecta gravement la santé mentale de sa mère. Dolgun trouva un emploi de traducteur pour des revues médicales en anglais pour le Bureau de la santé soviétique. Il se lia d'amitié avec plusieurs survivants connus du Goulag, comme Georges Tenno et Alexandre Soljenitsyne. Soljenitsyne raconte certaines expériences de Dolgun dans son ouvrage L'Archipel du Goulag.
Dolgun épousa Irène en 1965, et ils eurent un fils Andrew en 1966. Sa mère mourut en 1967, et son père en 1968. En 1971, grâce aux efforts de sa sœur, Stella Krymm, qui avait pu quitter l'Union soviétique en 1946, et à l'ambassadeur John P. Humes, Dolgun réussit à obtenir un visa de sortie et put s'installer à Rockville (Maryland). Il travailla alors à la section de médecine soviéto-américaine du Fogerty International Center (National Institutes of Health). En 1975, il publia le best-seller : Alexander Dolgun's Story: An American in the Gulag [Histoire d'Alexandre Dolgun : un Américain dans le Goulag], coécrit avec Patrick Watson, qui raconte en détail son expérience du Goulag.
La santé de Dolgun avait été gravement affectée par ses épreuves. En 1972, il reçut des arriérés de salaire pour un montant de 22 000 dollars de l'ambassade des États-Unis pour la période 1949-1956, une somme qu'il jugea dérisoire, et qui aurait dû au moins comprendre les intérêts.
Dolgun décéda le 28 août 1986, à l'âge de 59 ans à Potomac (Maryland) d'insuffisance rénale. Son épouse et son fils lui ont survécu.

## Autobiographie
- (en) (avec la collab. de Patrick Watson), Alexander Dolgun's Story : An American in the Gulag, New York, Alfred A. Knopf, 1975  (ISBN 0-394-49497-0); puis Ballantine Books, 1976  (ISBN 0-345-25801-0)
- Histoire d'Alexandre Dolgun, un Américain dans le Goulag, trad. franç. de Gilles Garnet, Paris, Albin Michel, 1976  (ISBN 978-2-226-00339-3)